# Rassemblement pour le Gabon
Pour les articles homonymes, voir Rassemblement national (page d'homonymie).
Le Rassemblement national des bûcherons (RNB) est un parti politique du Gabon, fondé en 1990 et dirigé par Paul Mba Abessole jusqu'en 1998.

## Historique
Le parti se divise en deux, en août 1998, lorsque Pierre-André Kombila-Koumba fonde le Rassemblement national des bûcherons – démocratique (RNB-D). La faction d'origine, dirigée par Paul Mba Abessole, dénommée Rassemblement national des bûcherons - Rassemblement pour le Gabon (RNB-RPG) réalise un bien meilleur score aux élections que le groupe de Kombila et est considérée comme le parti principal.
Le RNB-RPG devient Rassemblement pour le Gabon (RPG) en octobre 2000 ; il remporte 6 sièges sur 120 lors des élections du 9 décembre 2001.
Lors du troisième congrès ordinaire du RNB-D, les 25 et 26 janvier 2008, le parti se décide à rejoindre officiellement la majorité présidentielle,. Pierre-André Kombila est élu président du parti et Alexis Mengue Méyé devient secrétaire général.